# Бильбилькент
Бильбилькент — упразднённое село в Магарамкентском районе Дагестана. На момент упразднения входило в состав Целягюнского сельсовета. Упразднено в 1968 году.

## География
Располагалось в горной части Магармкентского района на границе с Сулейман-Стальским районом, в 3,5 км к востоку от села Буткент.

## История
По данным на 1929 год село Бильбиль-Кент состояло из 21 хозяйства, в административном отношении входило в состав Юхари-Ярагского сельсовета Касумкентского района. В 1930-е годы организован колхоз имени Сталина (в 1963 году переименован в «Победа»). В 1960 году в связи с упразднением сельсовета передано в состав Целягунского сельсовета. В 1966 году село оказалось в эпицентре Касумкентского землетрясения и частично было разрушено. Исключено из учётных данных указом ПВС ДАССР от 01.09.1968 г.

## Население
| Год     | 1886 | 1895 | 1905 | 1926 | 1939 |
| ------- | ---- | ---- | ---- | ---- | ---- |
| человек | 429  | 472  | 47   | 98   | 131  |

По данным Всесоюзной переписи населения 1926 года, в национальной структуре населения лезгины составляли 100 %